# De Ochtenden (televisieprogramma)
De Ochtenden was een Nederlands televisieprogramma dat vijf keer per week werd uitgezonden. Het programma van 50 minuten was vanaf 1997 vier jaar lang te zien. 
Het licht informatieve AVROprogramma had een wekelijks thema. De presentatie was afwisselend in handen van Roeland Kooijmans, Judith de Bruijn en Ria Bremer. 
In 2001 werd het programma geschrapt wegens bezuinigingen. 